# Rozmaitość (logika tradycyjna)
Rozmaitość, różnorodność (gr. heterotes, łac. diversitas) – pojęcie z zakresu logiki tradycyjnej (zob. „różnica” w logice). Rozmaitość to nietożsamość rodzajów. Pojęcie rozmaitości odpowiada pojęciom różnicy gatunkowej, która jest nietożsamością gatunków, oraz odrębności, która jest nietożsamością jednostek.